# Pinar Selek
Pinar Selek (Istanbul, 8 ottobre 1971) è una sociologa, scrittrice e attivista turca.
È nota per il suo lavoro sui diritti delle comunità vulnerabili in Turchia, in particolare per donne, poveri, bambini di strada, minoranze sessuali e per la comunità curda. È autrice di numerosi libri pubblicati in turco, tedesco e francese ed è una delle redattrici fondatrici di Amargi, una rivista femminista turca. Vive in Francia ed è diventata cittadina francese nel 2017.
Selek è stata perseguitata per 15 anni in relazione a un'esplosione avvenuta allo Spice Bazaar di Istanbul nel 1998. Processata e assolta da tutte le accuse in tre differenti processi nel 2006, 2008 e 2011, la sua ultima sentenza di assoluzione è stata modificata nel novembre 2012 dalla Corte penale n. 12 di Istanbul, che l'ha condannata all'ergastolo il 24 gennaio 2013.
Gli avvocati di Selek hanno presentato ricorso contro il verdetto e hanno annunciato l'intenzione di portare il suo caso davanti alla Corte europea dei diritti dell'uomo.

## Formazione scolastica
Ha completato gli studi universitari e post-laurea presso il dipartimento di sociologia presso la Mimar Sinan Fine Arts University. Nel 2014 ha conseguito il dottorato in scienze politiche presso l'Università di Strasburgo. Il suo ambito di ricerca accademica si è concentrato sul Partito dei Lavoratori del Kurdistan e sulle condizioni di vita della minoranza curda in Turchia.

## Procedimenti penali
È stata arrestata l'11 luglio 1998, in relazione a un'esplosione avvenuta due giorni prima allo Spice Bazaar, Istanbul, che aveva ucciso sette persone e ferite circa altre 100.
Alcune fonti giornalistiche affermano che l'arresto in realtà sia stato motivato dai suoi contatti con i curdi del PKK. I suoi scritti sono stati confiscati, ma lei si è rifiutata di fornire alle autorità i nomi delle persone che aveva intervistato nel corso della sua ricerca. Un altro sospetto, Abdülmecit Öztürk, è stato arrestato due settimane dopo, e ha confessato alla polizia di essere responsabile dell'attentato insieme a Selek. Confessione che è stata ritrattata in seguito, e che è stata estorta con la tortura. Successivamente, Öztürk è stato assolto da tutte le accuse e la sua dichiarazione contro Selek è stata dichiarata inammissibile.
Dopo aver trascorso due anni e mezzo in prigione, durante i quali è stata soggetta a torture, abusi e maltrattamenti, Selek è stata rilasciata il 22 dicembre 2000, dopo la pubblicazioni di rapporti redatti da un team di esperti, tra cui la facoltà di chimica analitica dell'Università di Istanbul e il Dipartimento Forense della Facoltà di Medicina di Cerrahpaşa, che hanno dimostrato come l'esplosione fosse stata accidentale, e causata da una bombola di gas. Persino tre periti nominati dal tribunale hanno testimoniato in aula che l'esplosione è stata causata da una fuga di gas.

## Assoluzione, nuovo processo e condanna

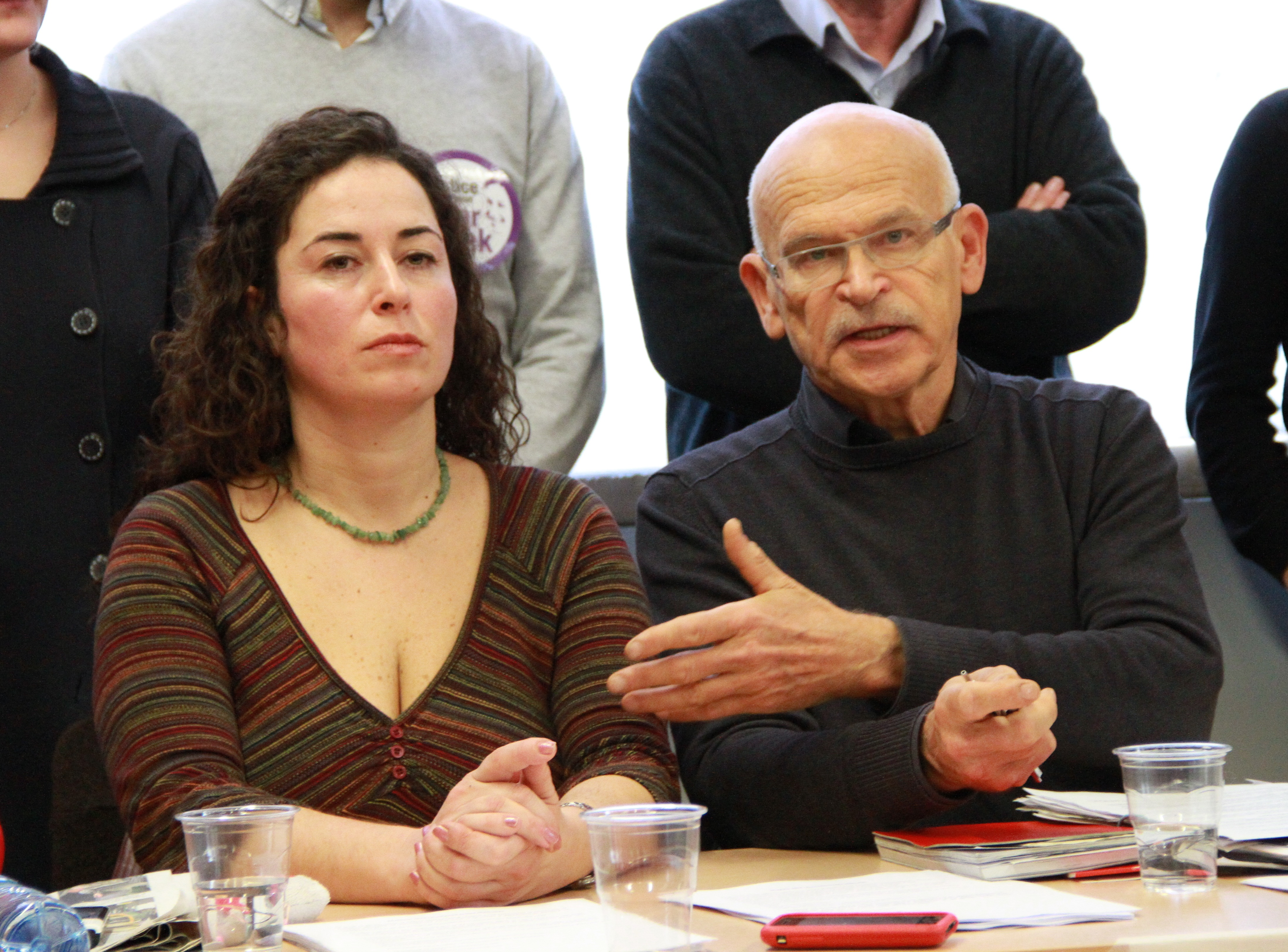
Pınar Selek e Günter Wallraff in una conferenza stampa a Strasburgo dopo la sua condanna il 25 gennaio 2013.

L'Alta corte penale n. 12 di Istanbul ha assolto Selek dall'accusa in tre occasioni (nel 2006, 2008 e 2011), adducendo la mancanza di prove che la collegassero all'esplosione.
Ciò nonostante, il 22 novembre 2012 la corte ha deciso di modificare le proprie precedenti decisioni e di riaprire il processo, con una mossa che i suoi avvocati difensori hanno etichettato come "senza precedenti nella storia legale turca".
Il 24 gennaio 2013, dopo poco più di un'ora di deliberazione, il tribunale l'ha condannata all'ergastolo. La decisione è stata presa a maggioranza di due a uno, con il giudice capo del caso che ha emesso un'opinione dissenziente. Selek è stata processata in contumacia, e nel frattempo più di 30 organizzazioni non governative e rappresentanti di partiti politici di Francia, Germania, Italia e Austria hanno partecipato alle udienze e quasi 150 persone hanno protestato durante il processo. Al processo hanno assistito anche quattro osservatori dell'Università di Strasburgo, compreso il vicerettore.

## Supporto da istituzioni accademiche e organizzazioni internazionali

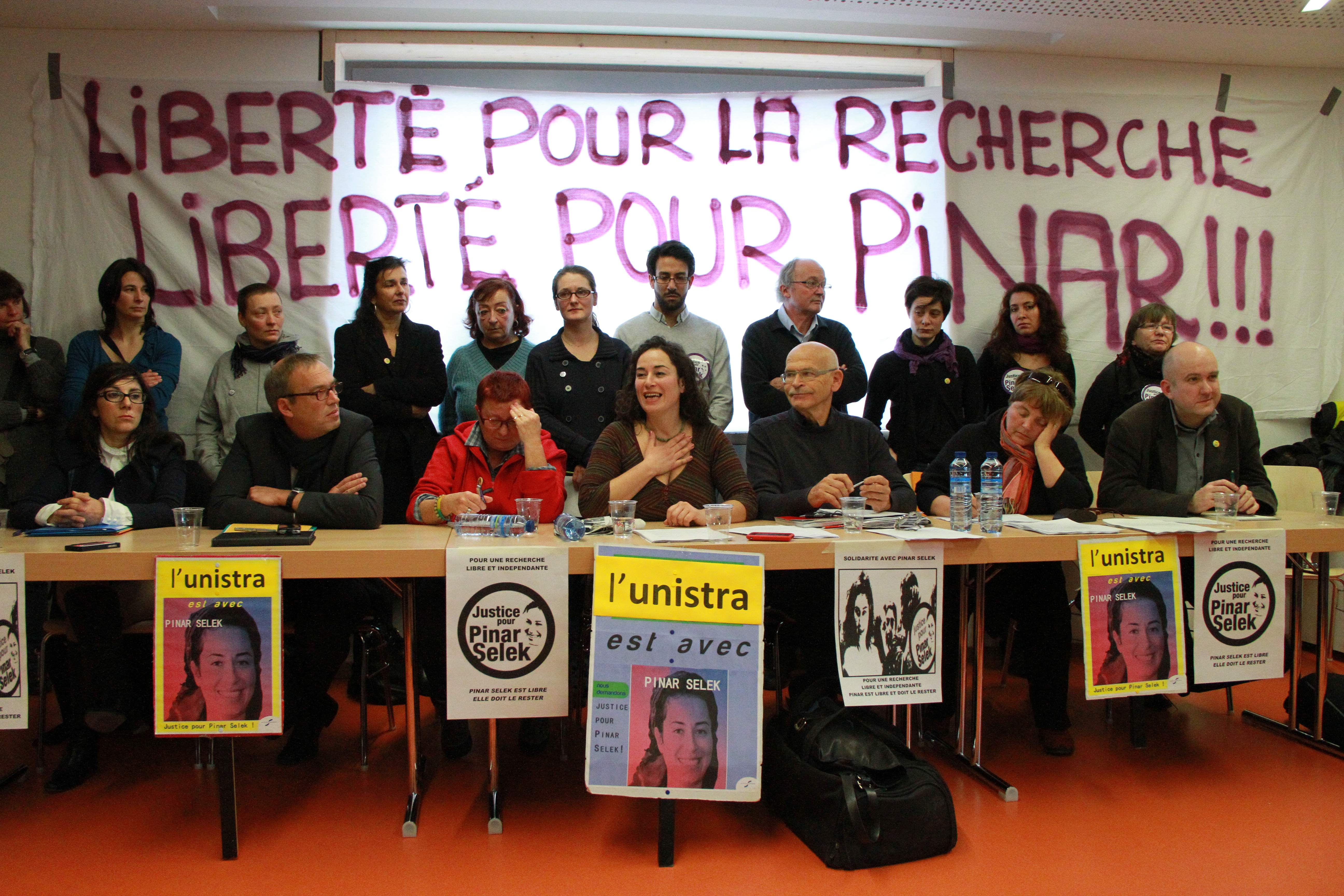
Pınar Selek (al centro) in una conferenza stampa a Strasburgo il 25 gennaio 2013. Lo striscione recita: "Libertà per la ricerca. Libertà per Pinar!!!"

La Federazione internazionale per i diritti umani (FIDH) e l'Organizzazione mondiale contro la tortura (OMCT) hanno invitato le autorità turche a porre fine alle "molestie giudiziarie" di 14 anni nei confronti di Selek, definendo le sue azioni un "esercizio legittimo della libertà di opinione e di espressione." PEN International ha espresso indignazione e preoccupazione e ha sostenuto che la campagna giudiziaria contro Selek cerca di penalizzarla per il suo "sostegno e lavoro di lunga data sui gruppi minoritari in Turchia". La Middle East Studies Association of North America (MESA) ha espresso il proprio sostegno a Selek e lo sgomento per l'ingiustizia prolungata di cui è stata vittima. In una lettera indirizzata al primo ministro turco Recep Tayyip Erdoğan, il Comitato per la libertà accademica del MESA ha affermato che: "tutte le circostanze relative al suo caso indicano che Selek è stata processata negli ultimi quattordici anni per le sue ricerche sul PKK, in violazione di il suo diritto alla libertà accademica". Human Rights Watch ha definito la sua accusa una "perversione del sistema di giustizia penale e un abuso del giusto processo" e ha insistito sul fatto che "le accuse infondate dovrebbero essere ritirate una volta per tutte". Il giornalista turco Cengiz Çandar ha definito la sentenza del gennaio 2013 una "farsa" e un "giudizio vergognoso".
Molte organizzazioni hanno espresso solidarietà a Selek, come Amnesty International, il Gruppo di lavoro transnazionale sulla libertà accademica e la libertà di ricerca in Turchia, l'Associazione sociologica francese e il Committee of Concerned Scientists.
Alain Beretz, rettore dell'Università di Strasburgo, ha sposato la solidarietà dell'Università con Selek, definendo la sua condanna all'ergastolo "ingiusta e rivoltante". In una conferenza stampa dopo il verdetto, Selek ha promesso di continuare la sua lotta per la giustizia.

## Pubblicazioni
Nel 1996 ha tradotto in turco Ya Basta, una raccolta di lettere del capo degli zapatisti subcomandante Marcos. Nel 2001 è stato pubblicato Maskeler Süvariler Gacılar, incentrato sulla vita della comunità trans turca. Ha anche scritto due libri per bambini.
Libri di Pinar Selek tradotti in italiano da Fandango Libri:
- La maschera della verità (2015)
- Nel 2011 ha pubblicato il romanzo La casa sul Bosforo, edito in lingua italiana nel 2018 da Fandango [27]
- Lontano da casa (2019)
- Le formiche festanti (2020)
- L'insolente (2023)